# دعاس التوراة

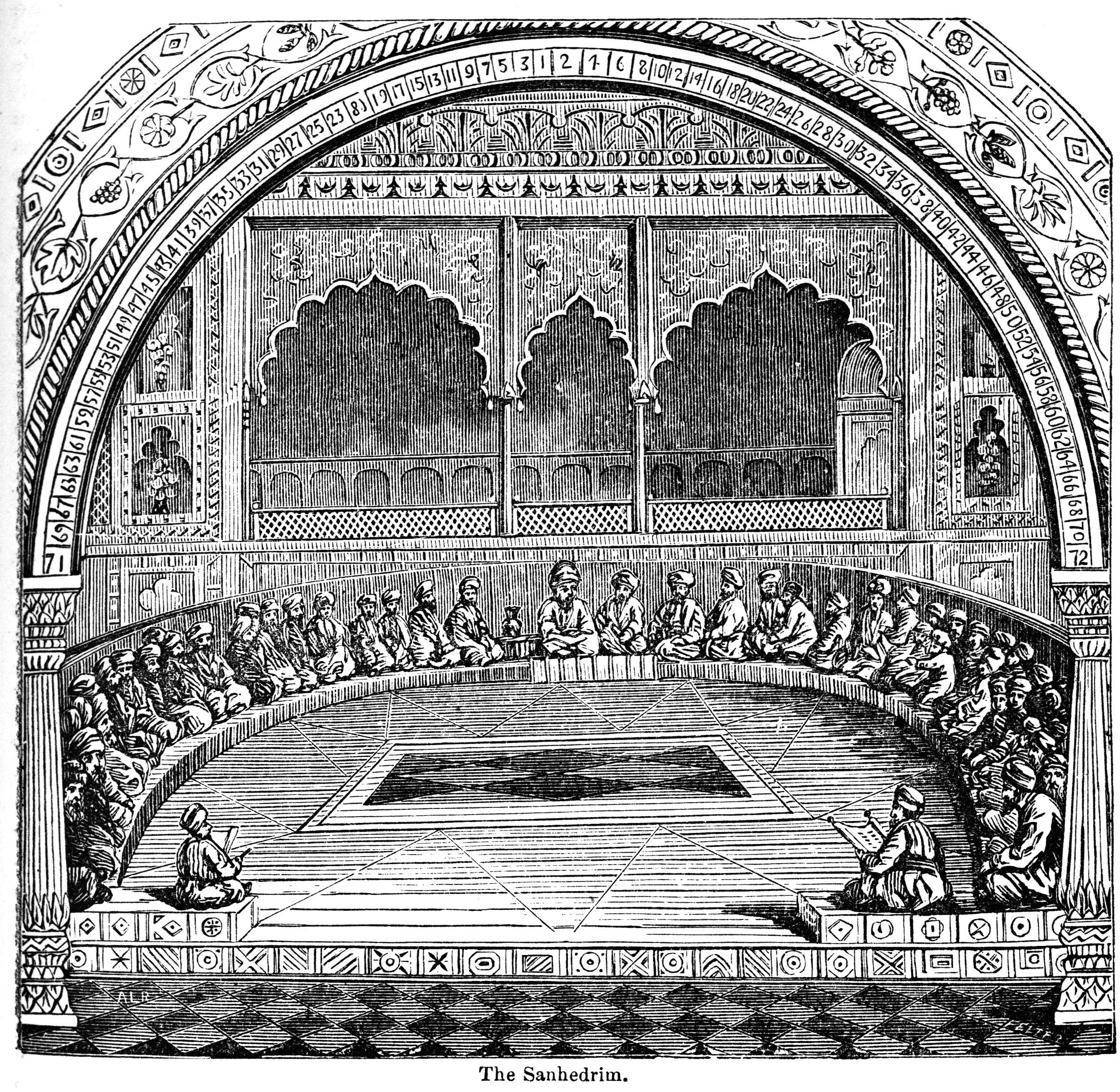
رسم توضيحي في موسوعة عام 1883 لمجمع السنهدرين اليهودي القديم

دعاس التوراة (بالعبرية: דעת תורה، الترجمة الحرفية:"المعرفة من التوراة")، هو مفهوم في اليهودية الحريدية الذي يقتضي بأن اليهود تسعى للحصول على مدخلات من الحاخامات العلّامة ولا تقتصر في مسائل القانون اليهودي فقط بل في جميع مسائل الحياة الهامة، على أساس أن المعرفة من التوراة تشمل كل شيء في الحياة.

## في اليهودية الحريدية المعاصرة
- آفي شافران، مدير الشؤون العامة لمنظمة هريدي الأمريكية جماعة اجوداث إسرائيل في أمريكا، يوضح المفهوم على النحو التالي:

دعاس التوراة هم ليس بعض اليهود الذين يعادلون المذهب الكاثوليكي للعصبة البابوية. الحاخامات لا يرتكبون الاخطاء في الأحكام بمفردهم، يوجد هناك تراكتيت كامل في التلمود، يقوم على افتراض أنهم يستطيعون أن يخطؤوا، وأنه حتى السنهدرين قادر على أن يخطئ، حتى في المسائل شرعية.
ما تعنيه دعاس التوراة، ببساطة، هم الأشخاص الأكثر تشبعاً بمعارف التوراة والذين أدخلوا على درجة كبيرة من الكمال من القيم وصقل الشخصية بتقديس التوراة وبالتالي جعلتهم بشكل خاص، في الواقع بشكل غير عادي، مؤهلين لعرض وجهة نظر اليهود الحقيقية بخصوص مسائل الاستيراد لليهود - مثلما الأطباء الخبراء هم الأكثر تأهيلا (وإن كان لا يزال غير معصوم) لتقديم المشورة الطبية.
- وبالمثل، الحاخام بيساك إلياهو فالك كتب ما يلي:

تلك التي لا يمكن للبوسيك ان يثبتها من مصدر صريح، يقررها من بعد عملية تفكير التي يتم ضبطها وصقلها من قبل عشرات الآلاف من ساعات دراسة التوراة (ومع الحكام التلامذة(تلميد حاخام) الكبار في السن حتى مئات الآلاف من الساعات) التي تمكنهم من إدراك أين تكمن الحقيقة النقية. وتسمى هذه العملية دعاس التوراة - الرأي المولود من التفكير في التوراة. حيث ان عملية التفكير هذه لديهم لم تتأثر بالطرق العلمانية وغير اليهود من التفكير.